# Тулл Гостилий
Тулл Гостилий (лат. Tullus Hostilius) — по легенде, третий царь Древнего Рима. Правил с 673 по 641 г. до н. э. При нём был разрушен город Альба-Лонга, а границы Рима впервые вышли за пределы городских стен.

## Происхождение и избрание на царство
Тулл Гостилий был внуком храбрейшего из римских воинов, погибшего в битве с сабинянами — Гостия Гостилия. До избрания царём Тулл Гостилий занимался земледелием, однако, при вступлении на престол в нём заиграло честолюбие, поэтому его правление отмечено многими войнами. В этом он схож с Ромулом, поэтому иногда их называют двойниками, так же как Анка Марция — двойником Нумы Помпилия. И Ромул, и Тулл Гостилий удвоили население Рима, организовали армию, воевали с Фиденами и Вейями, смерть обоих царей была сверхъестественной. Если Ромул и Нума Помпилий олицетворяли собой римские общины Рамнов и Тициев, то Тулл Гостилий является легендарным родоначальником Луцеров, а Анк Марций — плебса.

## Военная деятельность
Заступив на царскую должность, Тулл сразу же стал искать повод к войне с соседями. Приграничные стычки между двумя латинскими городами Римом и Альба-Лонгой, а также отказ от возмещения убытков обеими сторонами, послужили отличным поводом для объявления войны.
Альбанцы вторглись в пределы Римской земли, разбили лагерь в пяти милях от города и обнесли его рвом. В лагере умирает альбанский царь, Гай Клуилий, и альбанцы избирают диктатора Меттия Фуфетия.
Через некоторое время Меттий Фуфетий начинает переговоры с Туллом, и предупреждает, что ослабленный победитель может стать жертвой нападения соседней нелатинской державы этрусков. Решено было выявить победителя единоборством нескольких избранных солдат. Так состоялось легендарное сражение между тройками братьев-близнецов — Горациями и Куриациями, со стороны Рима и Альба-Лонги соответственно. Горации победили и Альба-Лонга была вынуждена подчиниться Риму.
После объединения в состав римского Сената было введено 100 патрициев из Альба-Лонги.
Сразу после этого Рим объявил войну Фиденам. Во время решающей битвы союзная армия Альба-Лонги уклонилась от сражения, рассчитывая на то, что этруски помогут им низвергнуть римское господство, и римлянам пришлось принять на себя основной удар вражеской армии. Союзники вступили в бой лишь тогда, когда победа римлян стала очевидной. Прогневанный этим замешательством Тулл Гостилий решил отомстить Меттию Фуфетию: его и всех альбанских вождей он созвал к себе в ставку, где обвинил их в предательстве. Меттий Фуфетий был казнён, жители города насильно переселены в Рим, на Целийский холм, а сама Альба-Лонга разрушена до основания. Разрушение Альба-Лонги Римом является исторически достоверным событием.
Следующей была объявлена война сабинянам. Поводом к войне стала обида, нанесённая римским купцам в сабинянской столице Феронии. Война эта закончилась победой для Рима благодаря коннице, пополнившейся альбанцами, однако особенных выгод не принесла.

## Правление Тулла Гостилия
За время правления Тулл Гостилий:
- еще больше увеличил границы римских земель, и удвоил число граждан Рима.
- присоединил к городу Целийский холм.
- альбанских старейшин — Юлиев, Сервилиев, Квинтиев, Геганиев, Куриациев, Клелиев — записал в патриции.
- за счет альбанского народа набрал десять турм всадников и пополнил старые легионы.

## Гибель Тулла Гостилия
Легенда гласит, что увлекшись войнами, Тулл Гостилий забыл о служении богам. В неудачах и бедах, обрушившихся на Рим, Тулл Гостилий распознал их немилость и принялся ревностно приносить дары Юпитеру и призывать его снизойти на землю. Однако в наказание за малодушие Юпитер молнией убил царя и сжёг его дом.
Его гибель римляне посчитали знамением и решили избрать на царство более миролюбивого царя — Анка Марция.